# Рийс Джеймс
Рийс Люис Джеймс (на английски: Reece Lewis James) е английски футболист, който е капитан на отбора и играе като защитник за английския футболен клуб Челси.

## Клубна кариера
Роден в Лондон, Джеймс се присъединява към школата на Челси на 6-годишна възраст. Подписва професионален договор през март 2017 г.
През сезон 2017 – 18 е капитан на младежката формация на Челси, която печели купата на страната до 18-годишна възраст и е избран за Играч на сезона в акадамията. Подписва нов четири годишен контракт с клуба през юни 2018 г. По-късно през същия месец се присъедиянва към отбора на Уигън под наем до края на сезон 2018 – 19.
През март 2019 г. е включен в отбора на сезона в Чемпиъншип. Печели три индивидуални награди в Уигън, включително и Играч на годината.
На 25 септември 2019 г. Джеймс прави своя дебют за отбора на Челси. Отбелязва един гол и асистира за други два при победата със 7 – 1 на Гримсби Таун в третия кръг за Купата на лигата.
Джеймс се превръща в най-младия играч отбелязвал гол в Шампионска лига за Челси, отбелязвайки четвъртия гол при равенството 4 – 4 с Аякс на 5 ноември 2019 г.

## Национална кариера
Джеймс представлява отбора на Англия във всички юношески формации от 17 до 21-годишна възраст.

## Статистика
| Отбор        | Сезон        | Първенство   | Първенство | Първенство | ФА Къп  | ФА Къп | Купа на лигата | Купа на лигата | Европа  | Европа | Друго   | Друго  | Общо    | Общо   |
| Отбор        | Сезон        | Първенство   | Участия    | Голове     | Участия | Голове | Участия        | Голове         | Участия | Голове | Участия | Голове | Участия | Голове |
| ------------ | ------------ | ------------ | ---------- | ---------- | ------- | ------ | -------------- | -------------- | ------- | ------ | ------- | ------ | ------- | ------ |
| Челси U23    | 2016 – 17    | —            | —          | —          | —       | —      | —              | —              | —       | —      | 1       | 0      | 1       | 0      |
| Челси U23    | 2017 – 18    | —            | —          | —          | —       | —      | —              | —              | —       | —      | 6       | 1      | 6       | 1      |
| Челси U23    | Общо         | Общо         | Общо       | Общо       | —       | —      | —              | —              | —       | —      | 7       | 1      | 7       | 1      |
| Челси        | 2018 – 19    | Висша Лига   | 0          | 0          | —       | —      | —              | —              | —       | —      | 0       | 0      | 0       | 0      |
| Челси        | 2019 – 2020  | Висша Лига   | 24         | 0          | 5       | 0      | 2              | 1              | 6       | 1      | —       | —      | 37      | 2      |
| Челси        | 2020 – 21    | Висша Лига   | 0          | 0          | 0       | 0      | 0              | 0              | 0       | 0      | —       | —      | 0       | 0      |
| Челси        | Общо         | Общо         | 24         | 0          | 5       | 0      | 2              | 1              | 6       | 1      | 0       | 0      | 37      | 2      |
| Уигън (наем) | 2018 – 19    | Чемпиъншип   | 45         | 3          | 1       | 0      | 0              | 0              | —       | —      | —       | —      | 46      | 3      |
| Кариера общо | Кариера общо | Кариера общо | 69         | 3          | 6       | 0      | 2              | 1              | 6       | 1      | 7       | 1      | 90      | 6      |